# 安藤駿介
安藤駿介（1990年8月10日—），日本足球運動員，並參加2012年夏季奥林匹克运动会。

## 俱乐部生涯
2009年，安藤駿介在川崎前鋒开始足球生涯，2013年转会至湘南比馬。

## 日本國家足球隊
安藤駿介参加了2012年夏季奥林匹克运动会。